# Eudora, Arkansas
Eudora là một thành phố thuộc quận Chicot, tiểu bang Arkansas, Hoa Kỳ. Năm 2010, dân số của thành phố này là 2269 người.

## Dân số
- Dân số năm 2000: 2819 người.
- Dân số năm 2010: 2269 người.